# 팔공산 벚꽃축제
팔공산 벚꽃축제는 대구광역시 동구 용수동에 위치한 팔공산 동화지구에서 매년 4월에 개최하는 벚꽃 축제이다. 다양한 프로그램으로 관광객 및 시민들에게 즐거움을 주고 있다.

## 역사
팔공산 벚꽃축제는 2009년부터 시작되어 해마다 4월, 대구광역시 동구 불로동에서부터 팔공산 동화사 옆 동화지구에 이르는 벚꽃터널의 아름다움을 관광객들이 감상하고 다양한 프로그램을 즐길 수 있도록 하기 위해 마련되었다. 해마다 벚꽃이 피고 지는 시기가 다르기 때문에 행사의 일정이 미루어지는 경우도 있었으나, 관광객들이 많이 찾아와주고 있다.

## 행사내용
팔공산 벚꽃축제는 매년 4월에 5일간 진행되는 축제이다. 대표적인 행사로는 팔공산 인공암벽등반, 봄나물 비빔밥 축제, 벚꽃가요제 등이 있다. 팔공산 인공암벽등반은 일반인, 초등학생 재학생, 가족 단위의 관광객들을 대상으로 탑골 인공암벽장에서 진행된다. 봄나물 비빔밥 축제는 팔공산 청정 미나리 무료 시식회로 봄철의 향토 특산물인 산나물을 소재로 시민들의 건강 및 행운을 기원하며 초대형 봄나물 비빔밥(약 1,000안분)을 즉석에서 비벼서 제공해주고 있다. 또한 현장에서 접수 한 사람들을 대상으로 벚꽃가요제를 진행하고 있다. 눈과 귀의 즐거움을 한 번에 즐길 수 있는 프로그램이다. 그 외에 국악춤, 색소폰 연주, 밸리댄스 등과 가수들의 축하공연도 마련되어 있다. 매년 축제의 프로그램과 시기는 조금씩 달라진다. 